# Elekta
Elekta è una società di tecnologia medica creatrice delle macchine per radioterapia in ambito oncologico come il Gamma Knife.

## Storia

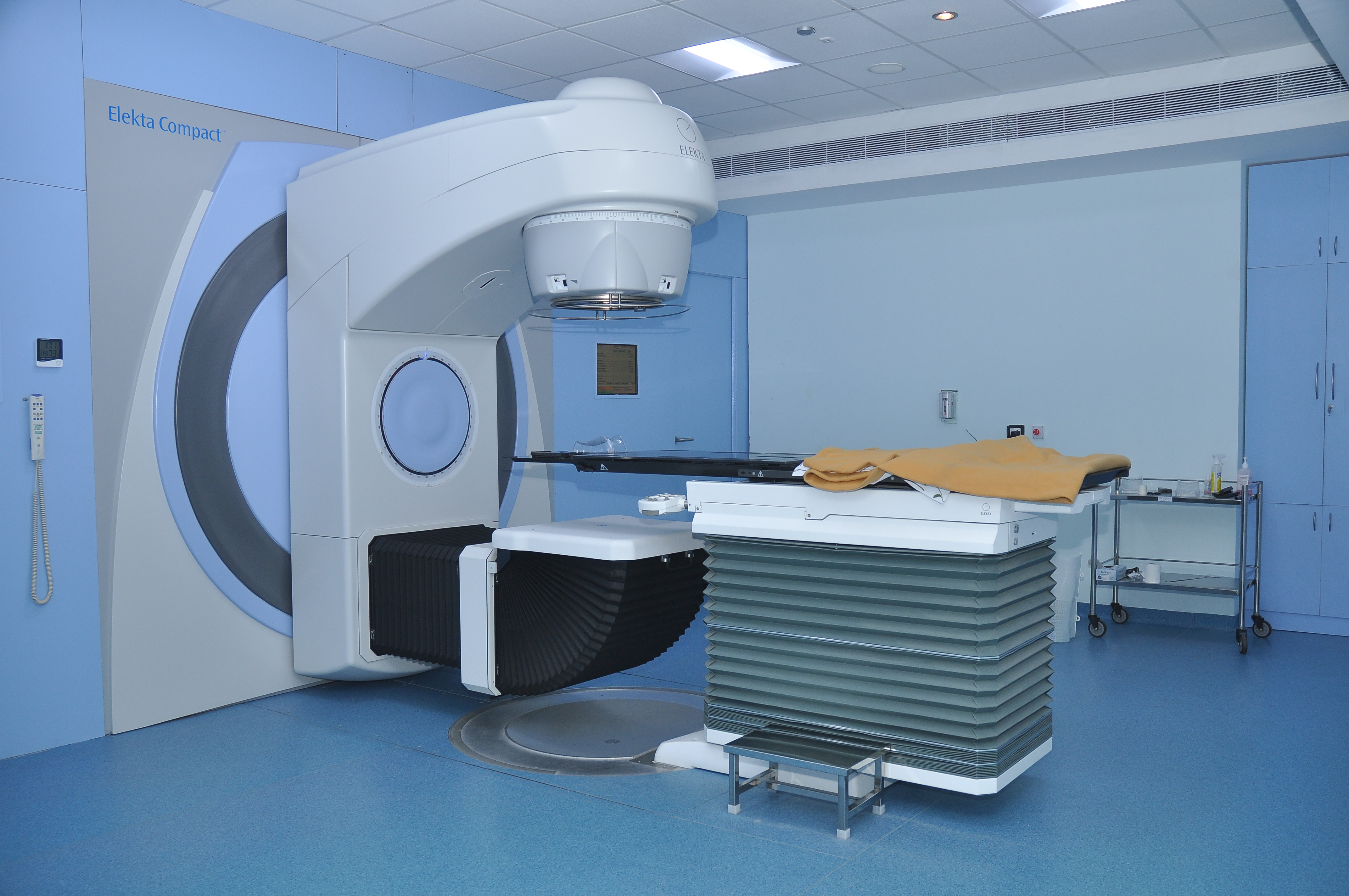
Elekta Compact model Linear Accelerator al Narayana Multispeciality Hospital di Mysore in India

Elekta fu fondata nel 1972 da Lars Leksell, professore di neurochirurgia al Karolinska Institute di Stoccolma e dal figlio Laurent Leksell, per la costruzione e la commercializzazione del Leksell Stereotactic System, e del Gamma Knife, sviluppato sin dagli anni '40.
Dal 1994, la società è quotata alla Borsa con ticker EKTAb. La metà delle vendite è negli USA.
Nel 1997 acquisisce la divisione di radioterapia della Philips Medical Systems. Nel 2003 compra la finnica Neuromag. Nel 2005 compra la IMPAC Medical Systems per il software oncologico. Nel 2007 la CMS, anch'essa per il software. Nel 2010 la canadese Resonant Medical. Nel 2011 la Nucletron.